# Chimaira (альбом)
Chimaira — третий полноформатный студийный альбом американской грув-метал-группы Chimaira, выпущенный 9 августа 2005 года. Альбом стал последним для лейбла Roadrunner Records и для барабанщика Кевина Тэлли.
Chimaira показывает дальнейшее развитие группы по тяжести. Крис Спикузза описал альбом как следующий более «жёсткий шаг» после The Impossibility of Reason.
Все тексты были написаны вокалистом группы Марком Хантером. Вступительный трек «Nothing Remains» написан в день смерти Даймбэга Даррелла, однако не повествует о его смерти.

## Список композиций
| №                   | Название              | Длительность |
| ------------------- | --------------------- | ------------ |
| 1.                  | «Nothing Remains»     | 5:36         |
| 2.                  | «Save Ourselves»      | 5:08         |
| 3.                  | «Inside the Horror»   | 5:29         |
| 4.                  | «Salvation»           | 5:22         |
| 5.                  | «Comatose»            | 4:44         |
| 6.                  | «Left for Dead»       | 5:43         |
| 7.                  | «Everything You Love» | 6:17         |
| 8.                  | «Bloodlust»           | 7:17         |
| 9.                  | «Pray for All»        | 5:52         |
| 10.                 | «Lazarus»             |              |
| Общая длительность: | Общая длительность:   | 59:07        |

| №                   | Название                          | Длительность |
| ------------------- | --------------------------------- | ------------ |
| 1.                  | «Clayden»                         | 6:22         |
| 2.                  | «Malignant»                       | 3:30         |
| 3.                  | «Power Trip» (Live)               | 4:06         |
| 4.                  | «Cleansation» (Live)              | 3:48         |
| 5.                  | «Severed» (Live)                  | 3:50         |
| 6.                  | «Eyes of a Criminal» (Live)       | 5:23         |
| 7.                  | «Down Again» (Live)               | 5:27         |
| 8.                  | «The Dehumanizing Process» (Live) | 3:54         |
| 9.                  | «Pure Hatred» (Live)              | 4:32         |
| Общая длительность: | Общая длительность:               | 39:32        |

## Участники записи
- Марк Хантер — вокал
- Роб Арнольд — гитара
- Мэтт ДеВриз — гитара
- Джим Ламарка — бас-гитара
- Кевин Тэлли — ударные
- Крис Спикузза — электроника, клавишные